# Dayot Upamecano
Dayotchanculle Oswald Upamecano (Évreux, 1998. október 27. –) világbajnoki ezüstérmes  francia válogatott labdarúgó, aki a Bundesligában szereplő Bayern München játékosa.

## Pályafutása
Fiatalon a Vaillante S. Angers, a De Prey, az Évreux és a Valenciennes klubjaiban nevelkedett. 2015 elején a Manchester United és az Arsenal is ajánlatot tett érte. Még ebben az évben nyáron távozott és az osztrák Red Bull Salzburg csapatába igazolt 2.200.000 €-t. Július 29-én a bajnokok ligája selejtező mérkőzésén a Malmö FF ellen a kispadon kapott szerepet. Ezt követően a fiókcsapat FC Liefering csapatában kapott lehetőséget. Két nappal később az SKN St. Pölten elleni mérkőzésen kezdőként lépett pályára, de a 29. percben sérülés miatt le kellett cserélni. A szezon során 16 bajnoki mérkőzésen lépett pályára. 2016. március 19-én a Salzburgban az SV Mattersburg elleni bajnokin debütált. 2017 januárjában José Mourinho, a Manchester United menedzsere le akarta őt igazolni, csak úgy mint az Arsenal, a Bayern München, az FC Barcelona és a Juventus is. Pár nappal később a testvér csapat, az RB Leipzig is bejelentkezett érte. Január 23-án bejelentették, hogy a lipcsei csapat játékosa lett 2021-ig.

### Bayern München
2021. február 14-én a klub bejelentette, hogy ötéves szerződést kötöttek, amely megállapodás 2021 júliusában lépett érvénybe.
2021. augusztus 13-án mutatkozott be hivatalosan a csapatban, kezdőként a Borussia Mönchengladbach elleni 1–1-s bajnokin. Majd négy nap elteltével Német Szuperkupa győztes lett, a Borussia Dortmund együttesét verték 3–1-re.
December 17-én a VfL Wolfsburg elleni 4–0-s hazai bajnokin szerezte első gólját, az 57. percben Thomas Müller beadását helyezte a kapuba.

## Válogatott
Franciaországban született, de bissau-guineai származású. 2014-ben szerepelt az Aegean-kupán francia színekben, négyből három meccsen játszott, a torna legjobb védőjének választották. A francia U17-es labdarúgó-válogatott tagjaként részt vett a 2015-ös U17-es labdarúgó-Európa-bajnokságon, ahol aranyérmesként zárt. Még ebben az évben az U17-es labdarúgó-világbajnokságon is tagja volt a keretnek. 2020. szeptember 5-én mutatkozott be a felnőttek között a Svédország elleni UEFA Nemzetek Ligája találkozón. Három nappal később Horvátország ellen 4–2-re megnyert mérkőzésen megszerezte első gólját. 2024. május 16-án bekerült a 2024-es labdarúgó-Európa-bajnokságra utazó 25 fős keretbe.

## Statisztika

### Klub
2023. május 22-i állapot szerint.
| Klub              | Szezon           | Bajnokság        | Bajnokság | Bajnokság | Kupa  | Kupa  | Nemzetközi | Nemzetközi | Egyéb | Egyéb | Összesen | Összesen |
| Klub              | Szezon           | Liga             | Mérk.     | Gólok     | Mérk. | Gólok | Mérk.      | Gólok      | Mérk. | Gólok | Mérk.    | Gólok    |
| ----------------- | ---------------- | ---------------- | --------- | --------- | ----- | ----- | ---------- | ---------- | ----- | ----- | -------- | -------- |
| Liefering         | 2015/16          | 2.Liga           | 16        | 0         | 0     | 0     | —          | —          | —     | —     | 16       | 0        |
| Liefering         | Összesen         | Összesen         | 16        | 0         | 0     | 0     | 0          | 0          | —     | —     | 16       | 0        |
| Red Bull Salzburg | 2015/16          | O.Bundesliga     | 2         | 0         | 0     | 0     | —          | —          | —     | —     | 2        | 0        |
| Red Bull Salzburg | 2016/17          | O.Bundesliga     | 15        | 0         | 1     | 0     | 5          | 0          | —     | —     | 21       | 0        |
| Red Bull Salzburg | Összesen         | Összesen         | 17        | 0         | 1     | 0     | 5          | 0          | —     | —     | 23       | 0        |
| RB Leipzig        | 2016/17          | Bundesliga       | 12        | 0         | 0     | 0     | —          | —          | —     | —     | 12       | 0        |
| RB Leipzig        | 2017/18          | Bundesliga       | 28        | 3         | 2     | 0     | 11         | 0          | —     | —     | 41       | 3        |
| RB Leipzig        | 2018/19          | Bundesliga       | 15        | 0         | 3     | 0     | 4          | 0          | —     | —     | 22       | 0        |
| RB Leipzig        | 2019/20          | Bundesliga       | 28        | 0         | 2     | 0     | 8          | 0          | —     | —     | 38       | 0        |
| RB Leipzig        | 2020/21          | Bundesliga       | 29        | 1         | 5     | 0     | 7          | 0          | —     | —     | 41       | 1        |
| RB Leipzig        | Összesen         | Összesen         | 112       | 4         | 12    | 0     | 30         | 0          | —     | —     | 154      | 4        |
| Bayern München    | 2021/22          | Bundesliga       | 28        | 1         | 1     | 0     | 8          | 0          | 1     | 0     | 38       | 1        |
| Bayern München    | 2022/23          | Bundesliga       | 28        | 0         | 3     | 1     | 10         | 0          | 1     | 0     | 42       | 1        |
| Bayern München    | Összesen         | Összesen         | 56        | 1         | 4     | 1     | 18         | 0          | 2     | 0     | 80       | 2        |
| Karrier összesen  | Karrier összesen | Karrier összesen | 201       | 5         | 17    | 1     | 53         | 0          | 2     | 0     | 273      | 6        |

Jegyzetek
1. ↑  Mérkőzése(i) a Bajnokok Ligája selejtezőjében: (egy mérkőzés) és az Európa Ligában (négy mérkőzés)
2. ↑  Mérkőzése(i) a Bajnokok Ligájában: (öt mérkőzés) és az Európa Ligában: (hat mérkőzés)
3. ↑  Mérkőzése(i) az Európa Ligában
4. 1 2 3 4  Mérkőzése(i) a Bajnokok Ligájában
5. 1 2  Mérkőzése(i) a DFL-Supercup-ban

### A válogatottban
2023. március 27-i állapot szerint
| Csapat        | Év       | Mérk. | Gólok |
| ------------- | -------- | ----- | ----- |
| Franciaország | 2020     | 3     | 1     |
| Franciaország | 2021     | 3     | 0     |
| Franciaország | 2022     | 6     | 0     |
| Franciaország | 2023     | 2     | 1     |
| Összesen      | Összesen | 14    | 2     |

### Válogatott góljai
| # | Időpont             | Helyszín                                    | Ellenfél     | Gólok | Eredmény | Kiírás                            |
| - | ------------------- | ------------------------------------------- | ------------ | ----- | -------- | --------------------------------- |
| 1 | 2020. szeptember 8. | Stade de France, Saint-Denis, Franciaország | Horvátország | 3–2   | 4–2      | 2020–2021-es UEFA Nemzetek Ligája |

## Sikerei, díjai

### Klub
- Red Bull Salzburg
  - Osztrák bajnok: 2015–16, 2016–17
  - Osztrák kupagyőztes: 2015–16, 2016–17
- Bayern München
  - Német bajnok: (2x) 2021–22, 2022–23
  - Német szuperkupa-győztes: 2021

### Válogatott
- Franciaország
  - UEFA Nemzetek Ligája: 2020–21[17]
- Franciaország U17
  - U17-es Európa-bajnok: 2015

### Közösségi platformok
- Dayot Upamecano az Instagramon

### Egyéb weboldalak
- Dayot Upamecano adatlapja az FC Bayern München weboldalán
- Dayot Upamecano adatlapja a Transfermarkt oldalon (angolul)
- Dayot Upamecano adatlapja a Soccerway oldalon (angolul)